# Stazione di Kita-Koshigaya
La stazione di Kita-Koshigaya (北越谷駅?, Kita-Koshigaya-eki) è una stazione ferroviaria situata nella città di Koshigaya della prefettura di Saitama, in Giappone, ed è servita dalla linea Sky Tree delle Ferrovie Tōbu. La stazione è chiamata Kitakoshi dagli abitanti del luogo.

## Linee
Ferrovie Tōbu
● Linea Tōbu Isesaki (Linea Tōbu Sky Tree)

## Struttura
La stazione è dotata di due marciapiedi a isola con quattro binari passanti sopraelevati. Il fabbricato dispone di ascensori e scale mobili, oltre a diversi servizi quali biglietteria, sala d'attesa, distributori automatici e combini.
| 1 | ● Linea Sky Tree | Espressi per Shin-Koshigaya, Kita-Senju, Tōkyō Sky Tree e Asakusa via linea Hanzōmon per Shibuya e Chūō-Rinkan |
| 2 | ● Linea Sky Tree | Locali per Shin-Koshigaya, Sōka, Kita-Senju, Tōkyō Sky Tree e Asakusa via linea Hibiya per Naka-Meguro         |
| 3 | ● Linea Sky Tree | Locali per Kita-Kasukabe e Tōbu Dōbutsukōen                                                                    |
| 4 | ● Linea Sky Tree | Espressi per Kasukabe, Tōbu Dōbutsukōen, Kuki e Tōbu Nikkō                                                     |

## Stazioni adiacenti
| «                  | Servizio               | »                  |
| Linea Tōbu Isesaki | Linea Tōbu Isesaki     | Linea Tōbu Isesaki |
| ------------------ | ---------------------- | ------------------ |
| Koshigaya          | Locale                 | Ōbukuro            |
| Koshigaya          | Semiespresso sezionale | Ōbukuro            |
| Koshigaya          | Semiespresso           | Ōbukuro            |
| Transito           | Espresso               | Transito           |
| Transito           | Espresso sezionale     | Transito           |
| Transito           | Rapido                 | Transito           |
| Transito           | Rapido sezionale       | Transito           |